# AFL - Division II 2019
La AFL Division II 2019 è stata la 16ª edizione del campionato di football americano di terzo livello, organizzato dalla AFBÖ.

## Squadre partecipanti
| Club                  | Città      | Stadio | Sponsor ufficiale | Risultato nella stagione 2018 |
| --------------------- | ---------- | ------ | ----------------- | ----------------------------- |
| AFC Rangers Mödling 2 | Mödling    |        |                   |                               |
| Domžale Tigers        | Domžale    |        |                   |                               |
| Graz Giants 2         | Graz       |        |                   |                               |
| Maribor Generals      | Maribor    |        |                   |                               |
| Pannonia Eagles       | Baumgarten |        |                   |                               |
| Salzburg Ducks        | Salisburgo |        |                   |                               |
| Styrian Hurricanes    | Stallhofen |        | Peicher - US cars |                               |
| Vienna Knights 2      | Vienna     |        |                   |                               |
| Vienna Warlords       | Vienna     |        |                   |                               |
| Znojmo Knights        | Znojmo     |        |                   |                               |

## Stagione regolare

### Calendario

#### 1ª giornata
| Maribor 23 marzo 2019, ore 14:00 | Maribor Generals | 21 – 27 (0-7 13-7 8-7 0-6) referto | Graz Giants 2 | Športni Park Tabor |

| Vienna 23 marzo 2019, ore 15:00 | Vienna Warlords | 19 – 15 (7-7 6-0 6-8 0-0) referto | Pannonia Eagles | Footballzentrum Ravelinstraße |

| Voitsberg 23 marzo 2019, ore 15:00 | Styrian Hurricanes | 6 – 27 (0-0 6-6 0-8 0-13) referto | Domžale Tigers | Hans Blümel Stadion |

| Mödling 24 marzo 2019, ore 15:00 | AFC Rangers Mödling 2 | 6 – 44 (0-14 0-0 6-16 0-14) referto | Znojmo Knights | Stadion Mödling |

#### 2ª giornata
| Maribor 30 marzo 2019, ore 15:00 | Maribor Generals | 14 – 35 (0-7 14-7 0-14 0-7) referto | Salzburg Ducks | Športni Park Tabor |

| Baumgarten 30 marzo 2019, ore 16:00 | Pannonia Eagles | 38 – 14 (0-0 7-0 16-0 15-14) referto | AFC Rangers Mödling 2 | Franz Kovacsich-Platz |

| Vienna 31 marzo 2019, ore 15:00 | Vienna Knights 2 | 12 – 15 (6-0 6-8 0-7 0-0) referto | Vienna Warlords | Footballzentrum Ravelinstraße |

| Domžale 31 marzo 2019, ore 15:00 | Domžale Tigers | 24 – 0 (6-0 12-0 0-0 6-0) referto | Graz Giants 2 | Športni Park (250 spett.) |

#### 3ª giornata
| Hallein 13 aprile 2019, ore 14:00 | Salzburg Ducks | 27 – 13 (0-0 20-0 0-7 7-6) referto | Domžale Tigers | Universitäts und Landessportzentrum Salzburg/Rif |

| Vienna 13 aprile 2019, ore 15:00 | Vienna Knights 2 | 9 – 40 (0-13 0-6 6-9 3-12) referto | AFC Rangers Mödling 2 | KSV Platz |

| Znojmo 13 aprile 2019, ore 15:00 | Znojmo Knights | 12 – 6 (0-0 12-0 0-0 0-6) referto | Pannonia Eagles | Městský stadion |

| Graz 14 aprile 2019, ore 15:00 | Graz Giants 2 | 38 – 0 (6-0 13-0 13-0 6-0) referto | Styrian Hurricanes | Stadion Eggenberg |

#### 4ª giornata
| Vienna 20 aprile 2019, ore 15:00 | Vienna Warlords | 32 – 36 (12-0 0-7 0-7 20-22) referto | AFC Rangers Mödling 2 | Footballzentrum Ravelinstraße |

| Voitsberg 21 aprile 2019, ore 15:00 | Styrian Hurricanes | 17 – 34 (6-21 3-7 0-6 8-0) referto | Salzburg Ducks | Hans Blümel Stadion |

| Vienna 22 aprile 2019, ore 15:00 | Vienna Knights 2 | 0 – 49 (0-21 0-14 0-7 0-7) referto | Znojmo Knights | Footballzentrum Ravelinstraße |

| Domžale 22 aprile 2019, ore 15:00 | Domžale Tigers | 50 – 34 (14-6 6-6 22-22 8-0) referto | Maribor Generals | Športni Park |

#### 5ª giornata
| Znojmo 27 aprile 2019, ore 15:00 | Znojmo Knights | 31 – 0 (17-0 7-0 7-0 0-0) referto | Vienna Warlords | Městský stadion |

| Baumgarten 27 aprile 2019, ore 16:00 | Pannonia Eagles | 25 – 19 (14-0 0-7 9-6 2-6) referto | Vienna Knights 2 | Franz Kovacsich-Platz |

| Oberalm 28 aprile 2019, ore 14:00 | Salzburg Ducks | 34 – 27 (14-6 0-13 13-0 7-8) referto | Graz Giants 2 | 1. Oberalmer Sportverein |

| Maribor 28 aprile 2019, ore 15:00 | Maribor Generals | 14 – 28 (0-7 7-0 7-21 0-0) referto | Styrian Hurricanes | Športni Park Tabor |

#### 6ª giornata
| Vienna 11 maggio 2019, ore 15:00 | Vienna Warlords | 57 – 0 (21-0 14-0 8-0 14-0) referto | Vienna Knights 2 | Footballzentrum Ravelinstraße |

| Mödling 11 maggio 2019, ore 15:00 | AFC Rangers Mödling 2 | 41 – 11 (7-0 7-11 13-0 14-0) referto | Pannonia Eagles | Stadion Mödling |

| Voitsberg 11 maggio 2019, ore 15:00 | Styrian Hurricanes | 44 – 0 (6-0 10-0 21-0 7-0) referto | Maribor Generals | Hans Blümel Stadion |

| Graz 12 maggio 2019, ore 15:00 | Graz Giants 2 | 13 – 14 (7-0 0-0 0-6 6-8) referto | Salzburg Ducks | Stadion Eggenberg |

#### 7ª giornata
| Baumgarten 18 maggio 2019, ore 16:00 | Pannonia Eagles | 15 – 17 (0-3 2-6 6-0 7-8) referto | Vienna Warlords | Franz Kovacsich-Platz |

| Znojmo 19 maggio 2019, ore 15:00 | Znojmo Knights | 44 – 0 (10-0 13-0 14-0 7-0) referto | AFC Rangers Mödling 2 | Městský stadion |

| Graz 19 maggio 2019, ore 15:00 | Graz Giants 2 | 29 – 21 (0-0 15-0 14-7 0-14) referto | Maribor Generals | Stadion Eggenberg |

| Domžale 19 maggio 2019, ore 15:00 | Domžale Tigers | 10 – 6 (0-3 0-3 3-0 7-0) referto | Styrian Hurricanes | Športni Park |

#### 8ª giornata
| Vienna 1º giugno 2019, ore 15:00 | Vienna Warlords | 0 – 36 (0-7 0-7 0-15 0-7) referto | Znojmo Knights | Footballzentrum Ravelinstraße |

| Vienna 1º giugno 2019, ore 18:00 | Vienna Knights 2 | 6 – 50 (0-14 0-22 6-7 0-7) referto | Pannonia Eagles | Footballzentrum Ravelinstraße |

| Oberalm 2 giugno 2019, ore 14:00 | Salzburg Ducks | 69 – 19 (27-13 28-6 0-0 14-0) referto | Maribor Generals | 1. Oberalmer Sportverein |

| Graz 2 giugno 2019, ore 15:00 | Graz Giants 2 | 14 – 40 (7-0 7-7 0-19 0-14) referto | Domžale Tigers | Stadion Eggenberg |

#### 9ª giornata
| Mödling 8 giugno 2019, ore 15:00 | AFC Rangers Mödling 2 | 21 – 38 (0-6 14-13 7-19 0-0) referto | Vienna Warlords | Stadion Mödling |

| Voitsberg 8 giugno 2019, ore 15:00 | Styrian Hurricanes | 19 – 0 (0-0 19-0 0-0 0-0) referto | Graz Giants 2 | Hans Blümel Stadion |

| Znojmo 8 giugno 2019, ore 19:30 | Znojmo Knights | 70 – 0 (42-0 21-0 0-0 7-0) referto | Vienna Knights 2 | Městský stadion |

| Domžale 9 giugno 2019, ore 15:00 | Domžale Tigers | 26 – 56 (0-14 14-14 0-14 12-14) referto | Salzburg Ducks | Športni Park |

#### 10ª giornata
| Mondsee 23 giugno 2019, ore 14:00 | Salzburg Ducks | 46 – 7 (14-7 20-0 12-0 0-0) referto | Styrian Hurricanes | Union Raiffeisen Mondsee |

| Mödling 23 giugno 2019, ore 15:00 | AFC Rangers Mödling 2 | 46 – 0 (8-0 13-0 25-0 0-0) referto | Vienna Knights 2 | Stadion Mödling |

| Maribor 23 giugno 2019, ore 15:00 | Maribor Generals | 7 – 53 (0-24 7-29 0-0 0-0) referto | Domžale Tigers | Športni Park Tabor |

| Baumgarten 23 giugno 2019, ore 16:00 | Pannonia Eagles | 6 – 28 (0-0 0-14 0-7 6-7) referto | Znojmo Knights | Franz Kovacsich-Platz (300 spett.) |

### Classifica
La classifica della regular season è la seguente:
- PCT = percentuale di vittorie, G = partite giocate, V = partite vinte,  P = partite perse, PF = punti fatti, PS = punti subiti

#### Conference A
| Pos. | Squadra               | PCT   | G | V | N | P | PF  | PS  |
| ---- | --------------------- | ----- | - | - | - | - | --- | --- |
| 1    | Znojmo Knights        | 1.000 | 8 | 8 | 0 | 0 | 314 | 18  |
| 2    | Vienna Warlords       | .625  | 8 | 5 | 0 | 3 | 178 | 166 |
| 3    | AFC Rangers Mödling 2 | .500  | 8 | 4 | 0 | 4 | 204 | 216 |
| 4    | Pannonia Eagles       | .375  | 8 | 3 | 0 | 5 | 166 | 156 |
| 5    | Vienna Knights 2      | .000  | 8 | 0 | 0 | 8 | 46  | 352 |

#### Conference B
| Pos. | Squadra            | PCT   | G | V | N | P | PF  | PS  |
| ---- | ------------------ | ----- | - | - | - | - | --- | --- |
| 1    | Salzburg Ducks     | 1.000 | 8 | 8 | 0 | 0 | 314 | 136 |
| 2    | Domžale Tigers     | .750  | 8 | 6 | 0 | 2 | 243 | 150 |
| 3    | Graz Giants 2      | .375  | 8 | 3 | 0 | 5 | 148 | 173 |
| 4    | Styrian Hurricanes | .375  | 8 | 3 | 0 | 5 | 127 | 169 |
| 5    | Maribor Generals   | .000  | 8 | 0 | 0 | 8 | 130 | 334 |

## Playoff

### Tabellone
|  | Semifinali | Semifinali      | Semifinali |                |    | XII Iron Bowl  | XII Iron Bowl | XII Iron Bowl |  |
|  |            |                 |            |                |    |                |               |               |  |
|  | 1A         | Znojmo Knights  | 39         |                |    |                |               |               |  |
|  | 1A         | Znojmo Knights  | 39         |                |    |                |               |               |  |
|  | 2B         | Domžale Tigers  | 0          |                |    |                |               |               |  |
|  | 2B         | Domžale Tigers  | 0          |                | 1A | Znojmo Knights | 27            |               |  |
|  |            |                 |            |                | 1A | Znojmo Knights | 27            |               |  |
|  |            |                 | 1B         | Salzburg Ducks | 26 |                |               |               |  |
|  | 2A         | Vienna Warlords | 1B         | Salzburg Ducks | 26 | 13             |               |               |  |
|  | 2A         | Vienna Warlords |            |                |    |                |               |               |  |
|  | 1B         | Salzburg Ducks  | 21         |                |    |                |               |               |  |

### Semifinali
| 6 luglio 2019, ore 17:00 | Salzburg Ducks | 21 – 13 (21-0 0-7 0-6 0-0) referto | Vienna Warlords |  |

| 6 luglio 2019, ore 19:30 | Znojmo Knights | 39 – 0 (3-0 10-0 20-0 6-0) referto | Domžale Tigers |  |

### XII Iron Bowl
| 14 luglio 2019, ore 17:00 | Salzburg Ducks | 26 – 27 (6-0 7-10 13-10 0-7) referto | Znojmo Knights |  |

## Verdetti
- Znojmo Knights Vincitori dell'AFL Division II 2019